# Iglesia de San Martín (Maturana)
La iglesia de San Martín es un edificio situado en el concejo español de Maturana, en la provincia de Álava.

## Descripción
El edificio se encuentra en el concejo español de Maturana, del municipio de Barrundia, perteneciente a la provincia de Álava, en la comunidad autónoma del País Vasco. Se menciona como iglesia parroquial del lugar en el undécimo volumen del Diccionario geográfico-estadístico-histórico de España y sus posesiones de Ultramar de Pascual Madoz, donde aparece descrita con las siguientes palabras: «igl. parr. (San Martin), servida por un beneficiado perpetuo con título de cura». En el tomo de la Geografía general del País Vasco-Navarro dedicado a Álava y escrito por Vicente Vera y López, se dice lo siguiente: «Su iglesia parroquial pertenece al arciprestazgo de Gamboa, está dedicada á San Martín y es de categoría rural de segunda».